# Casunziei
Casunziei (également appelé « casonciei », « casanzes », « csanzöi ») est le nom en ladin d'une sorte de pâtes fraîches fourrées, consistant en une garniture scellée entre deux couches de pâte fine, pliées typiquement en forme de demi-lune.
Elles sont généralement faites maison et sont typiques de la tradition culinaire de la région des Dolomites dans la partie nord-est du pays, en particulier les provinces de Belluno, de Bolzano et de Trente.

## Composition
La garniture est précuite et finement moulue. Sa composition varie d'une région à l'autre et comprend généralement des légumes et de la ricotta. Les recettes originales de la ville de Cortina d'Ampezzo (Italie) comprennent de la betterave, de la pomme de terre et des navets rouges. Une version « verte », alternative, est également possible avec des épinards et de l'erba cipollina sauvage. D'autres variétés ont des garnitures composées de citrouille ou de radis.
La garniture peut inclure d'autres ingrédients tels que du jambon, des champignons, d'autres types de fromage, des graines de pavot, etc. En particulier, les casunziei all'ampezzana ont une garniture au navet rouge et jaune et sont généralement servis avec du beurre fondu, des graines de pavot et du parmesan,. D'autres recettes utilisent du beurre fondu à la sauge ou une sauce à base de radis.